# Dinoderus favosus
Dinoderus favosus is een keversoort uit de familie boorkevers (Bostrichidae). De wetenschappelijke naam van de soort is voor het eerst geldig gepubliceerd in 1911 door Lesne.